# Редис, Вильгельм
Вильгельм Редис (нем. Wilhelm Redieß; 10 октября 1900, Гейнсберг — 8 мая 1945, замок Скаугум, Осло, Норвегия) — немецкий государственный и военный деятель. Обергруппенфюрер СС и генерал полиции (9 ноября 1941 года), генерал войск СС (1 июля 1944 года).

## Биография
Вильгельм Редис родился в Гейнсберге в семье судебного пристава. После окончания школы устроился на работу электриком. В июне 1918 вступил в армию, где служил в пехоте в звании рядового до ноября 1918. Затем он продолжил работать электриком.
25 мая 1925 вступил в СА и до конца 1926 зачислен в штурм СА в Дюссельдорфе. 15 декабря 1925 вступил в НСДАП (билет № 25574). С 1 января 1927 до 30 апреля 1929 командир 88-го штурма СА. В 1929 изучал сельское хозяйство. 22 июля 1930 вступил в СС (билет № 2839). С ноября 1930 командир 54-го штурма 11 штандарта в Дюссельдорфе. С 8 марта 1931 командир 20-го штандарта СС. С 4 июля 1932 по 12 июля 1932 командир 12 Абшнита СС. С 12 июля 1932 по 15 марта 1934 командир 11 Абшнита СС. С 1932 депутат Прусского ландтага. В ноябре 1933 избран депутатом Рейхстага от Восточного Дюссельдорфа. Также с июля 1933 по март 1934 полицай-президент Висбадена. С 20 марта 1934 по 1 января 1935 командир 16 Абшнита СС.
С 1 января 1936 по 15 февраля 1936 командир оберабшнита СС «Юго-восток», затем с 15 февраля 1936 по 18 июня 1940 «Северо-Восток». При введении должностей высших руководителей СС и полиции 28 июня 1938 получил этот пост в области Северо-Восток (со штаб-квартирой в Кёнигсберге), охватывавшей территорию Восточной Пруссии. Участвовал в карательных акциях против мирного населения оккупированной Польши. В том числе возглавлял группу СС, которая 21 мая — 8 июня 1940 уничтожила в Зольдау 1558 душевнобольных.
С 19 июня 1940 высший руководитель СС и полиции Норвегии, одновременно руководитель оберабшнита СС «Северо-Восток». Руководил действиями карательных органов в Норвегии, один из ближайших соратников Йозефа Тербовена. Под контролем Редиса шло формирование добровольческого норвежского легиона войск СС. В марте 1941 года, ссылаясь на сообщения о том, что большое количество норвежских женщин забеременело от немецких солдат, Редис реализовал немецкую программу Лебенсборн в Норвегии
После высадки союзнических войск в Норвегии в 1945 году, Редис совершил самоубийство, нанеся себе огнестрельное ранение 8 мая 1945 года. Его останки были уничтожены в тот же день, когда Тербовен покончил с собой, взорвав пятьдесят килограммов динамита в бункере на территории Скаугума.

## Награды
- Почётный крест ветерана войны
- Шеврон старого бойца
- Спортивный знак СА в золоте
- Имперский спортивный знак в серебре (13.08.1937)
- Крест военных заслуг 1-й степени с мечами (1942)
- Крест военных заслуг 2-й степени с мечами (30.01.1942)
- Железный крест 1-го класса
- Железный крест 2-го класса (11.11.1943)
- Золотой партийный знак НСДАП
- Медаль За выслугу лет в НСДАП в бронзе и серебре
- Награда за выслугу лет в СС
- Кольцо «Мёртвая голова» (1939)
- Почётная сабля рейхсфюрера СС